# دانيال بي. سميث
دانيال بي. سميث (بالإنجليزية: Daniel B. Smith)‏ هو صيدلي أمريكي، ولد في 14 يوليو 1792 في فيلادلفيا في الولايات المتحدة، وتوفي في 1883 في Germantown, Philadelphia ‏ في الولايات المتحدة.